# Escultismo en Francia

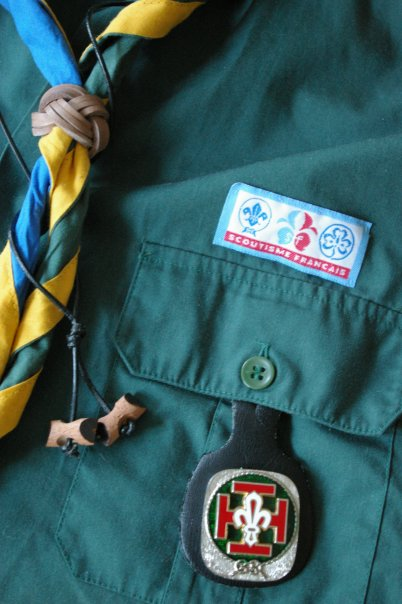
Uniforme de Scouts et Guides de France

El escultismo en Francia reúne en 2016 a aproximadamente 170 000 personas, repartidas en nueve grandes movimientos. Cinco de ellos constituyen la Federación de escultismo francés, organismo reconocido por las instancias internacionales del escultismo y guidismo. Las asociaciones scout francesas están organizadas según la tendencia religiosa, siendo el catolicismo mayoritario con tres organizaciones que representan el 80% de scouts en el país.
El escultismo aparece en Francia en 1911 y se desarrolla rápidamente en asociaciones no-mixtas, identificadas de manera religiosa : protestantes, laicos, después católicos, judíos y musulmanes. Pasadas las guerras, el escultismo inicia su apogeo hasta los años 60, donde las transformaciones sociales dadas por Treinta Gloriosas instauran su lugar en la sociedad. En respuesta, las asosiaciones se reforman, causando partición y aparición de nuevas. Después de un periodo de crisis, se reestablecieron en los años 80 y entraron en un periodo de crecimiento hasta nuestros días.

## Escultismo en Francia hoy en día

### Asociaciones autorizadas por el Estado

#### Fédération du scoutisme français
La Federación de escultismo francés, fundada en 1940, es el órgano scout reconocido en Francia y por la organización mundial del movimiento scout (OMMS) así como por la asociación mundial de muchachas guías (AMGE). Cuenta cinco asociaciones de aproximadamente 96 100 miembros en 2015.
- Éclaireuses éclaireurs de France: asociación laica creada en 1911, 12 000 miembros[3]
- Éclaireuses et Éclaireurs unionistes de France: asociación protestante creada en 1911, 6000 miembros
- Éclaireuses éclaireurs israélites de France: asociación judía creado en 1923, 4000 miembros
- Scouts et Guides de France : asociación católica resultado de la fusión los scouts de Francia y las guías de Francia, cuentan con alrededor de 71 000 miembros[4]
- Scouts musulmans de France: asociación musulmana creada en 1990, 3100 miembros.

#### Otras asociaciones
- Les Guides et Scouts d'Europe: asociación católica con aproximadamente 30 000 miembros, forma parte de la Unión international des Guías y Scouts de Europa
- Les Éclaireurs neutres de France: asociación neutra creado en 1947, 3500 miembros
- La Fédération des éclaireuses et éclaireurs: asociación laica creada en 1989, 1900 miembros.
- Les Scouts unitaires de France: asociación católica con 26 000 miembros.

### Asosiaciones no autorizadas por el estado
Se calcula que dentro de las numerosas asosiaciones no reconocidas ni por el estado francés ni por la OMMS o AMGS, hay 4000 miembros, aunque esta cifra es bien difícil de calcular.

## La imagen del escultismo en Francia
El desarrollo del ingenio, desenvolvimiento, respeto a la naturaleza, aprendizaje de un "saber hacer" y del sentido sentido común a la responsabilidad, el abrirse a los demás y la formación a la vida ciudadana son las razones por las que el 63% de los franceses tienen una imagen positiva del escultismo francés, y en el escultismo en si.